# Motacilla samveasnae
Motacilla samveasnae е вид птица от семейство Стърчиопашкови (Motacillidae). Видът е почти застрашен от изчезване.

## Разпространение
Видът е разпространен във Виетнам, Камбоджа, Лаос и Тайланд.